# Nihon Odai Ichiran
Nihon Ōdai ichiran (日本王代一覧, Nihon Ōdai Ichiran, Overzicht van de heersers van Japan) is een verhaal over Japan en de kronieken met het bewind van de Japanse keizers. Dit werd de eerste geschreven geschiedenis van Japan door de Japanse historici en gepubliceerd in het Westen.

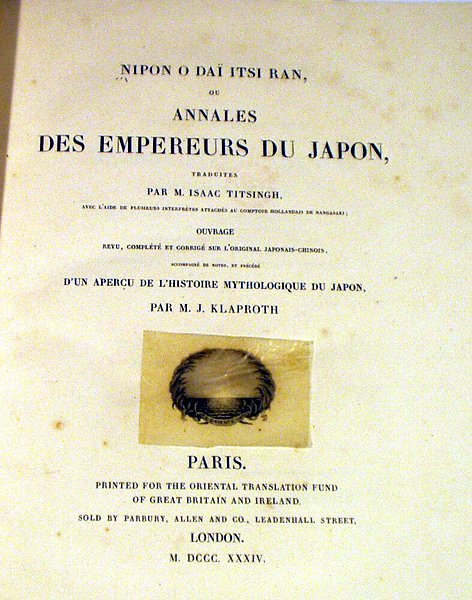
Nihon Ōdai Ichiran, 1834.

In 1652 werd dit boek voor het eerst gepubliceerd in Japan. De filantroop van de kronieken was de daimyō van het domein Obama in de provincie Wakasa.
Het boek werd heruitgegeven in 1803. Dit was een referentie voor de bureaucraten van het Tokugawa-shogunaat.
Isaac Titsingh vertaalde het boek uit het Japans naar het Frans. Het boek werd postuum gepubliceerd in Parijs in 1834.
Dit boek is het oudste in zijn soort geschreven door Japanse schrijvers en gepubliceerd in Europa. De catalogusvermelding van de Koninklijke Nederlandse Koloniale Bibliotheek meldt samengevat:
84. Nipon O Daï Itsi Ran, ou Annales des Empereurs du Japon, traduites par I. Titsingh. ouvrage revu, complété et corrigé sur l'original japonais-chinois, accompagné de notes, et précédé d'un aperçu de l'histoire mythologique du Japon, par J. Klaproth. Paris—London, 1834. 4°. [Royal Asiatic Society], Oriental Translation Fund.
Annales des empereurs was een vertaling van een Japans historisch werk.